# Кубатиев, Аслан Амирханович
Аслан Амирханович Кубатиев (род. 1941, Баку, СССР) — советский и российский патофизиолог, доктор медицинских наук, академик РАМН (1999), академик РАН (2013).
Специалист в области патофизиологии свертывания крови и тромбообразования. Автор и соавтор более 460 научных работ, 14 изобретений и патентов, 270 журнальных статей (50 в англоязычных изданиях), 5 монографий.

## Биография
Родился 6 апреля 1941 года в городе Баку.
В 1966 году — окончил Северо-Осетинский государственный медицинский институт (специальность — врач-лечебник), после чего работал в Азербайджанской ССР.
В 1971 году переехал в Москву и до 1980 года работал младшим, а затем старшим научным сотрудником ВНИВИ Минмедпрома СССР.
С 1980 года — доцент кафедры патофизиологии ЦОЛИУВ (сейчас это — РМАПО), с 1986 года и по настоящее время — заведующий кафедрой общей патологии и патофизиологии.
С 2001 по 2016 годы — директор НИИ общей патологии и патофизиологии, с марта 2016 года — научный руководитель института.
В 1993 году — избран членом-корреспондентом РАМН, в 1999 году — избран академиком РАМН.
В 2013 году — стал академиком РАН (в рамках присоединения РАМН и РАСХН к РАН).

## Научная деятельность
Аслан Кубатиев занимался разработкой фундаментальных механизмов трансформации нормальных клеток в опухолевые, доказал существенную патогенетическую роль нарушений биосинтеза тетраперрольных соединений в генезе развития кроличьей аденокарциномы Брауна-Пирс. Позже разработал и запатентовал оригинальную экспериментальную модель иммунологического тромбоза легочных сосудов, описал все стадии и особенности формирования тромботического процесса в сосудах малого круга кровообращения, выявил неизвестные ранее молекулярные и клеточные механизмы развития артериальных и венозных тромбозов, предложил классификацию неатероматозных артериальных тромбозов, участвовал в создании первого отечественного тромболитического препарата грибкового происхождения (террилитина).
Также обосновал и возглавил разработку в стране нового научного направления — нанопатологии, изучающей нарушения структурно-функциональных свойств, поведения и взаимодействия наночастиц различной природы в организме человека и животных.
В последние годы по его инициативе и активной поддержке и участии в НИИ общей патологии и патофизиологии были развернуты фундаментальные исследования по изучению внутриклеточной регенерации мозга после его ишемических повреждений. Эти работы завершились открытием нового биологического феномена — нейрон-специфического репрограммирования олигодендроцитов и вошли в престижное зарубежное издание «Global Medical Discovery» (2013).
Аслан Амирханович является создателем школы молекулярных и клеточных патофизиологов, в которой подготовлено 10 докторов и 24 кандидата наук. Двое его учеников избраны членами РАН.
Наряду с научной деятельностью занимается общественной, является главным редактором журнала «Патогенез», членом редколлегий других пяти научных журналов, президент Российского научного общества патофизиологов и председатель Научного совета по общей патологии и патофизиологии.

## Награды
- Государственная премия РСФСР в области науки и техники (в составе группы, за 1991 год) — за исследования в области патофизиологии тромбообразования[2]